# 长辛店公园
39°49′51″N 116°12′02″E / 39.83072°N 116.20056°E
长辛店二七公园，位于北京市丰台区长辛店街道玉皇庄社区花园南里甲1号。

## 简介
长辛店公园始建于1986年。1987年7月1日正式开放接待游人。该公园隶属丰台区园林局，位于长辛店街道。东南紧邻长辛店火车站，西南紧邻长辛店二七纪念馆，是长辛店地区唯一的区级公园。
长辛店公园占地面积6.73公顷，园内种植者油松、白皮松、山杏、连翘、栾树、黄栌、丁香、木槿等植物。儿童游乐场免费开放。二七烈士墓位于公园中部。如今该园已形成文化娱乐区、儿童活动区、安静休息区、健身运动区等四个功能分区。
1966年7月，长辛店二七机车工厂在长辛店公园内为葛树贵烈士、吴祯烈士修墓立碑。1923年二七大罢工时期，吴祯为调查团团长，葛树贵为纠察队队长。墓坐北朝南，砖石水泥结构。 并排而立的两块墓碑上分别刻有"二七烈士葛树贵之墓"和"二七烈士吴祯之墓"。2013年，“二七”烈士墓作为长辛店“二七”大罢工旧址中的一项，被列为第七批全国重点文物保护单位。